# Jochen Schmitt
Jochen Schmitt ist ein ehemaliger deutscher Basketballspieler.

## Werdegang
Schmitt wechselte 1974 von der KuSG Leimen zum USC Heidelberg in die Basketball-Bundesliga und wurde mit der Mannschaft 1975 deutscher Vizemeister. Im Spieljahr 1976/77 errang der im Spielaufbau und auf dem Flügel eingesetzte Schmitt mit Heidelberg sowohl den deutschen Meistertitel als auch den Sieg im DBB-Pokal. In der Folgesaison 1977/78 wurde der Pokalsieg wiederholt, während in der Bundesliga die Vizemeisterschaft erreicht wurde.
1978 wechselte Schmitt zum Bundesliga-Konkurrenten MTV Wolfenbüttel. Anschließend spielte er beim TV Eppelheim, mit dem er den Aufstieg in die 2. Bundesliga schaffte. 1982 kehrte Schmitt zum USC Heidelberg zurück und war in der Saison 1982/83 an der Rückkehr des USC in die Bundesliga beteiligt. Im Anschluss an den Aufstieg verließ er den USC.

### Nationalmannschaft
Schmitt gehörte 1973 zum bundesdeutschen Aufgebot für die Kadetteneuropameisterschaft. 1976 trat er mit der BRD bei der Junioren-Europameisterschaft in Spanien an und war mit einem Punkteschnitt von 17,8 je Turnierspiel bester Korbschütze der Deutschen sowie in dieser Wertung drittbester Spieler aller EM-Teilnehmer. Seine Bestleistung bei der Junioren-EM 1976 waren 31 Punkte gegen Finnland. Für die A-Nationalmannschaft bestritt er ein Länderspiel.